# Alcis subtincta
Alcis subtincta är en fjärilsart som beskrevs av W. Warren 1897. Alcis subtincta ingår i släktet Alcis och familjen mätare. Inga underarter finns listade i Catalogue of Life.